# Vallerano
Vallerano ist eine Gemeinde in der Provinz Viterbo in der italienischen Region Latium mit 2397 Einwohnern (Stand 31. Dezember 2023). Sie liegt 66 km nordwestlich von Rom und 19 km östlich von Viterbo.

## Geographie
Vallerano liegt in den Monti Cimini nordöstlich des Vicosees. Es ist Mitglied der Comunità Montana dei Cimini. Östlich geht Vallerano fließend in das Nachbardorf Vignanello über. Der westliche Ortsteil grenzt an die Gemeinde Canepina. Der Altort, der sogenannte Borgo, befindet sich nördlich der Hauptdurchgangsstraße Via Garibaldi und zeichnet sich neben den charakteristischen verschachtelten Häusern durch die das Dorfbild prägenden Kirchen Sant'Andrea und San Vittore aus. 

## Bevölkerung
| 1871 | 1901 | 1921 | 1951 | 1971 | 1991 | 2001 |
| ---- | ---- | ---- | ---- | ---- | ---- | ---- |
| 1565 | 1739 | 2009 | 2537 | 2071 | 2446 | 2505 |

Quelle: ISTAT

## Politik
Adelio Gregori (Lista Civica: Obiettivo Vallerano) wurde am 10. Juni 2018 zum neuen Bürgermeister gewählt.

## Kulinarische Spezialitäten
Vallerano ist überregional für seine Feste und einige typische kulinarischen Spezialitäten bekannt, welche auch mit mehreren Festen, den Sagre bedacht sind.
Dabei ist zum einen die Porchetta di Vallerano zu nennen, welche im ganzen nördlichen Latium aufzufinden ist. Außerdem werden in und um Vallerano große Mengen Edelkastanien und Haselnüsse angebaut und in der lokalen Küche in verschiedenen Weisen verarbeitet. 